# مون لافيرتي
نورما لافيرتي واسم الشهرة مون لافيرتي (بالإسبانية: Mon Laferte)‏ (مواليد 2 مايو 1983 في فينيا ديل مار)، هي مغنية وكاتبة غنائية وممثلة تشيلية بدأت مسيرتها الفنية عام 1995.
في سنة 2009 تم تشخيص مرض سرطان الغدة الدرقية معها. رغم ذلك استمرت في الغناء وإنتاج ألبومات جديدة.

## وصلات خارجية
- مون لافيرتي على موقع IMDb (الإنجليزية)
- مون لافيرتي على موقع ميوزك برينز (الإنجليزية)
- مون لافيرتي على موقع أول ميوزيك (الإنجليزية)
- مون لافيرتي على موقع ديسكوغز (الإنجليزية)
- مون لافيرتي على موقع ديسكوغز (الإنجليزية)

- الموقع الرسمي